# 伯恩 (纽约州)
伯恩（英語：Berne）是位于美国纽约州奥尔巴尼县的一个镇，地处该县的西部，始建于1795年。2010年美国人口普查时，该镇有2794人。贝尔讷占地64.8平方英里，西部与斯科哈里县接壤。